# Масая (город)
Маса́я (исп. Masaya) — город и муниципалитет в западной части Никарагуа, административный центр одноимённого департамента.

## Географическое положение
Масая расположен примерно в 14 км к западу от города Гранада и в 31 км к юго-востоку от Манагуа. К западу от города находится активный вулкан Масая, который и дал ему имя.
Абсолютная высота — 254 метра над уровнем моря.

## История
Поселение было основано в колониальный период, 2 сентября 1839 года получило статус города и является одним из старейших городов на территории Никарагуа.
В ходе оккупации Никарагуа войсками США находившиеся в городе войска генерала Бенхамина Селедона 19 сентября 1912 года вступили в бой с отрядом морской пехоты США. После боя никарагуанцы отступили к старой испанской крепости Coyotepe, которую удерживали до 4 октября 1912 года. В бою 4 октября 1912 года крепость взяли штурмом американцы, и генерал Селедон был убит.
В 1962 году население города составляло 30,1 тыс. человек, он являлся торгово-ремесленным центром сельскохозяйственного района.
В 1967 году испанская крепость была признана историческим памятником (Monumento Histórico).
В 1970 году население города составляло 49,7 тысяч человек, он являлся центром сельскохозяйственного района (одним из главных центров выращивания табака). Помимо выделки кож и переработки сельхозсырья здесь имелось кустарное производство хлопчатобумажных тканей, соломенных шляп и других потребительских товаров и находился музей археологии Tендери (один из двух музеев страны).
После начала боевых действий между повстанцами СФНО и национальной гвардией в стране было введено военное положение, начались репрессии против оппозиции. В начале августа 1977 года в городе Масая состоялась Национальная ассамблея Демократического союза освобождения, опубликовавшего призыв к населению бороться за отмену чрезвычайного положения и цензуры печати, свободу действия профсоюзных организаций и политических партий, освобождение политических заключённых.
25 августа 1981 года городу было присвоено почётное звание «Город-герой»[уточнить].
18 августа 1982 года в городе Масая группа «контрас», вооружённых автоматическими винтовками американского и израильского производства, открыла огонь по манифестации, в результате погибли три и были ранены ещё шесть человек.
9 октября 1989 года правительство страны присвоило городу статус историко-культурного центра (Patrimonio Cultural de la Nación).

## Население
По данным на 2013 год численность населения города составляет 92 540 человек.
Динамика численности населения города по годам:
| 1971   | 1995   | 2000    | 2005   | 2013   |
| ------ | ------ | ------- | ------ | ------ |
| 30 796 | 88 971 | 108 362 | 92 598 | 92 540 |

## Известные уроженцы
В Масае родился Энрике Боланьос, президент Никарагуа в 2002—2007 гг. 

## Города-побратимы
- Белу-Оризонти, Бразилия
- Дитценбах, Германия
- Лестер, Великобритания
- Неймеген, Нидерланды